# Coregonus autumnalis migratorius
Coregonus autumnalis migratorius (denumit local în Rusia omul de Baikal, în rusă Байкальский омуль, transliterat: Baikalski omul) este o specie de coregon, endemică în lacul Baikal din Rusia.